# Aleksandr Razumnyj
Aleksandr Jefimovitj Razumnyj (ryska: Александр Ефимович Разумный), född 1 maj 1891 i Jelizavetgrad i guvernementet Cherson i Kejsardömet Ryssland (nu Kropyvnytskyj i Kirovohrad oblast
i Ukraina), död 16 november 1972 i Moskva, Sovjetunionen, var en sovjetisk filmregissör, manusförfattare och filmfotograf, även verksam i Tyskland för Prometheus Film.

## Filmografi i urval

### Regi
- 1919 - Tovarisjtj Abram (även filmfoto)[4][5]
- 1923 – Kombrig ivanov
- 1923 – Überflüssige Menschen
- 1927 – Pique Dame
- 1935 – Kara-bugaz
- 1947 – Humanismens riddare [6]